# Cornelia Kaupert
Cornelia Kaupert (* 27. März in Dresden) ist eine deutsche Schauspielerin.

## Leben und Karriere
Kaupert absolvierte ihre schauspielerische Ausbildung an der Hochschule für Schauspielkunst „Ernst Busch“ Berlin. Danach war sie am Staatstheater Cottbus und 1988 am Staatsschauspiel Dresden engagiert. 
In Hoppes Hoftheater in Dresden-Weißig kocht sie seit 2003 bei der Reihe Kulinarisches im Kuhstall zusammen mit Peter Kube und eingeladenen Prominenten auf der Bühne. Sie wirkte nicht nur auf der Theaterbühne, sondern auch im Fernsehen mit. So gehörte sie 2010 bis 2018 unter anderem von der Folge 500 bis zur Folge 839 zur Hauptbesetzung der Serie Schloss Einstein, die im deutschen Kinderkanal#KIKA zu sehen ist.

## Filmografie
- 1986: Ernst Thälmann (TV-Zweiteiler)
- 1994: Fritze Bollmann will nicht angeln (Fernsehserie, sieben Folgen)
- 1998: Tatort – Fürstenschüler (Fernsehreihe)
- 2004: In aller Munde
- 2006: Tierärztin Dr. Mertens (Fernsehserie, eine Folge)
- 2006: Tatort – Blutschrift
- 2008–2015: Schloss Einstein (als Frau von Dr. Heiner Zech und als Großmutter von Sophie)
- 2015: Notruf Hafenkante – Angst (Fernsehserie, eine Folge)

## Auszeichnungen
- 1986: Erich-Weinert-Medaille, Kunstpreis der FDJ[2]